# B7 (Brandy)
B7 è il settimo album in studio della cantautrice statunitense Brandy, pubblicato il 31 luglio 2020 dall'etichetta Brand Nu Inc.

## Descrizione
Il progetto discografico è stato realizzato dopo otto anni dal precedente album Two Eleven. Brandy racconta infatti, in un'intervista per Rolling Stone Magazine che il tempo trascorso le è servito per concepire e trasportare nella musica i suoi sentimenti e stati d'animo che provava sia mentre lavorava all'album che durante gli impegni televisivi.
Nell'intervista per Entertainment Weekly la cantautrice rivela di aver lavorato al progetto «come se fosse l'ultima possibilità di cantare, chiedendomi cosa avrei potuto raccontare; [...] così sono riuscita a trasporre ai miei fan tutto il mio cuore». Brandy giustifica l'uso del genere R&B, affermando che è il mezzo per trasmettere tutto quello che ha nel cuore.  In un'intervista per The Guardian, la cantautrice racconta inoltre di non «inseguire le aspettative commerciali» e non avere le sue esperienze «distillate nelle parole di altri artisti», lasciandole «lo spazio per esprimere le emozioni senza essere confinata in uno standard dell'industria musicale attuale.»
Brandy ha co-scritto e co-prodotto quattordici delle quindici canzoni dell'album e ha lavorato con artisti del calibro di LaShawn Daniels e Kim Krysiuk. Darhyl Camper, mentore della cantante fin dagli inizi della sua carriera, muore nel corso della produzione dell'album. La cantautrice ha commentato il fatto affermando che si è trovata in una situazione «un po' spaventosa perché ho dovuto finirlo senza di lui [...] Mi chiedo solo: sarebbe orgoglioso di quello che sono riuscito a mettere insieme?».
L'album vede inoltre la collaborazione del rapper Chance the Rapper e del cantautore canadese Daniel Caesar.

## Promozione
Dopo la pubblicazione di alcuni singoli nel corso del 2016, realizza nel giugno 2019 il brano Love Again con Daniel Caesar, affermando inoltre di essere tornata in studio per un futuro settimo album in studio.
Il singolo promozionale, Baby Mama in collaborazione con Chance the Rapper viene pubblicato il primo maggio 2020, dopo essere stato posticipato a causa della Pandemia di COVID-19. La coincidenza con la pandemia globale non ha posticipato la realizzazione dell'album: in un'intervista per HuffPost Brandy commenta affermando che «tutto si è allineato [...] Non l'avevo pianificato così il lancio, ma è capitato che cadesse nello stesso momento, quindi ne sono felice».
Il 31 luglio 2020 rilascia il singolo Borderline in concomitanza alla pubblicazione dell'album.
Il 22 agosto 2020 partecipa allo speciale live di Instagram e Apple Music Verzuz con la cantautrice Monica, promosso dai produttori musicali Timbaland e Swizz Beatz. Le due cantanti sono chiamate a sfidarsi con i loro più grandi successi e a raccontare avvenimenti e curiosità della propria vita. Grazie al successo della diretta, con oltre 3 milioni di utenti online combinando le due piattaforme, l'album B7 torna in testa alla classifica di vendita digitale ITunes statunitense.

## Accoglienza
| Recensione      | Giudizio |
| --------------- | -------- |
| AnyDecentMusic? | 7.1/10   |
| NME             |          |
| Pitchfork       |          |
| The Observer    |          |
| The Clash       |          |

La giornalista del Chicago Defender Kimberly M. Dobine descrive l'album come «una vibrazione, molto simile a quello che ci siamo aspettati da Brandy, ma in una veste nuova. Credo che questa sia la Brandy che ha sempre voluto essere [...] È coesiva, un artista onesta con se stessa. È tornata e migliore che mai». Rolling Stone intitola l'intervista a Brandy come «Brandy si sente libera finalmente».
The Guardian acclama l'album ricordando gli inizi della carriera con «le familiari voci acrobatiche e le sublimi armonie sono rimaste, ma il primo album della star dell'R&B in otto anni non è tutto nostalgia ma anche un viaggio nel passato; [...] La supremazia e la gamma della sua voce evoca Whitney Houston e Chaka Khan». Mike Weiss di Idolator racconta che  «questo progetto mostra nuove sfaccettature del suo meraviglioso strumento mentre riflette su questioni di cuore su una produzione multistrato, spesso a medio termine. In breve, B7 è uno stato d'animo, [...] un personalissimo viaggio in cui Brandy ci conduce».
Il brano  Love Again con Daniel Caesar è stato nominato ai Grammy Awards del 2020 nella categoria Best R&B Performance. L'album viene nominato ai Soul Train Music Award del 2020 nella categoria Album of the Year. Nel corso della premiazione la cantautrice ottiene il Soul Train Certified Award.

## Tracce
1. Saving All My Love – 4:42
2. Unconditional Oceans – 3:52
3. Rather Be – 2:50
4. All My Life, Pt. 1 – 0:40
5. Lucid Dreams – 3:41
6. Borderline – 5:12
7. No Tomorrow – 3:01
8. Say Something – 3:04
9. All My Life, Pt. 2 – 0:40
10. I Am More – 3:15
11. High Heels – 2:38
12. Baby Mama – 3:14
13. All My Life, Pt. 3 – 0:39
14. Love Again – 3:34
15. Bye BiPolar – 4:47

## Classifiche
Il progetto musicale diviene il nono album ad esordire nella Billboard 200 statunitense e il settimo album della cantante nella Top10 della US Top R&B/Hip-Hop Albums.
| Classifica (2020)                    | Posizione massima |
| ------------------------------------ | ----------------- |
| Regno Unito R&B Albums               | 2                 |
| Regno Unito Independent Albums       | 7                 |
| Svizzera                             | 67                |
| Stati Uniti                          | 12                |
| Stati Uniti - Top R&B/Hip-Hop Albums | 9                 |